# Leopold Arenberg
Leopold Arenberg, avstrijski feldmaršal, * 1690, † 1754.
1. 1 2  https://www.deutsche-biographie.de/sfz1198.html
2. ↑  data.bnf.fr: platforma za odprte podatke — 2011.